# 한게임
한게임(Hangame)은 NHN에서 운영하는 온라인 게임 웹사이트로, 1999년 12월에 서비스를 시작했으며 2000년에는 일본에서 서비스를 시작했다. 2006년 7월부터는 미국에서도 이지(ijji)라는 이름으로 서비스되고 있다.

## 게임
| - 프리스톤테일 - TERA - 귀혼 - 썬:월드에디션 - 아스타 - 에오스 - 킹덤언더파이어2 - 크리티카 - 드라켄상 - 테일즈런너 - 스페셜포스2 - 메트로 컨플릭트 - 마구마구 - 당구매니아 - 샷온라인 - 프리스타일 - 팡야 - 7포커 - 라스베가스포커 - 하이로우 - 맞포커 - 로우바둑이 - 파티훌라 - 한게임 바둑 - 장기 - 체스 - 카드놀이 - 퍼피레드 - 오디션 - 포포조이 - 모두의마블 |

## 후원
- NHN한게임배 온게임넷 스타리그 03~04
- 당신은 골프왕 MSL 2004
- 브레인 서바이버 - 최근 인기 플래시 게임을 퀴즈를 제작하여 제공했었다.